# Kelly Martin
Kelly Martin (* 16. September 1914 in Lake City, Kalifornien; † unbekannt) war ein US-amerikanischer Jazzmusiker (Schlagzeug).

## Leben und Wirken
Martin zog mit 17 Jahren nach Detroit, wo er bei seiner Tante lebte, die weiterführende Schule besuchte und in dieser Zeit begann, Schlagzeug zu spielen. Nach dem Schulabschluss spielte er ab den späten 1930er-Jahren u. a. im Erskine Hawkins Orchestra, Milt Buckner, Budd Johnson, Lucky Millinder und Hot Lips Page. Um 1945 spielte er im New Yorker Onyx Club u. a. mit Ben Webster und Roy Eldridge. 1946 wirkte er mit Billy Taylor und Tiny Grimes bei Aufnahmen von Billie Holiday mit („Big Stuff“); 1951 entstanden Trioaufnahmen mit Billy Taylor und Aaron Bell. Ab 1956 gehörte er insgesamt zehn Jahre dem Erroll Garner Trio an, zu hören auf Alben wie Close Up in Swing (1961, mit Eddie Calhoun) und Play Gershwin & Kern (Mercury, 1968). Im Bereich des Jazz war er zwischen 1943 und 1968 an 55 Aufnahmesessions beteiligt, u. a. auch mit Bull Moose Jackson, Harry Belafonte und Larry Darnell.